# Seznam krajev Unescove svetovne dediščine v Ukrajini
Organizacija Združenih narodov za izobraževanje, znanost in kulturo (UNESCO) označuje območja svetovne dediščine izjemne univerzalne vrednosti za kulturno ali naravno dediščino, ki so jih predlagale države podpisnice Unescove konvencije o svetovni dediščini, ustanovljene leta 1972. Kulturno dediščino sestavljajo spomeniki (kot so arhitekturna dela, monumentalne skulpture ali napisi), skupine zgradb in najdišča (vključno z arheološkimi najdišči). Naravna dediščina je opredeljena kot naravne značilnosti (ki jih sestavljajo fizične in biološke formacije), geološke in fiziografske formacije (vključno s habitati ogroženih vrst živali in rastlin) ter naravna območja, ki so pomembna z vidika znanosti, ohranjanja ali naravne lepote. Ukrajina je uradno sprejela Unescovo konvencijo in postala samostojna članica 12. oktobra 1988, medtem ko je bila še vedno uradno Zvezna republika Sovjetske zveze (pred njenim razpadom leta 1991).
Od leta 2023 je v Ukrajini osem območij svetovne dediščine, od katerih je sedem kulturnih območij, eno izmed njih, starodavni in pragozdovi bukovi gozdovi Karpatov in drugih regij Evrope, pa je naravno območje. Prvo uvrščeno mesto je bilo leta 1990 Kijev: cerkev svete Sofije in sorodne samostanske stavbe, Kijevsko-Pečerska lavra. Najnovejše uvrščeno mesto je bilo zgodovinsko središče Odese leta 2023. Mesto je bilo takoj uvrščeno na seznam ogroženih zaradi ruske invazije leta 2022 sta bili mesti Kijev in Lvov dodani na seznam ogroženih pozneje istega leta. Tri območja so transnacionalna: lesene cerkve si deli s Poljsko, Struvejev geodetski lok si deli z devetimi državami, starodavne in prvobitne bukove gozdove pa s 17 državami. Poleg tega ima Ukrajina na poskusnem seznamu 16 območij.

## Svetovna dediščina
Unesco navaja območja po desetih merilih; vsaka prijava mora izpolnjevati vsaj enega od kriterijev. Kriteriji od i do vi so kulturni, od vii do x pa naravni
| Naziv                                                                                  | Slika                                                           | Lokacija                                                 | Leto vpisa | Kriterij                           | Opis |
| -------------------------------------------------------------------------------------- | --------------------------------------------------------------- | -------------------------------------------------------- | ---------- | ---------------------------------- | --- |
| Kijev: cerkev sv. Sofije in z njo povezane samostanske stavbe, Kijevsko-Pečerska lavra | Church with green and golden domes                              | Kijev                                                    | 1990       | 527ter; i, ii, iii, iv (kulturno)  | Cerkev svete Sofije je bila zgrajena v 11. stoletju, kmalu po pokristjanjevanju Kijevske Rusije. V notranjosti so ohranjeni mozaiki in freske iz tistega časa. Samostanske stavbe okoli cerkve so bile zgrajene v 17. in 18. stoletju v ukrajinskem baročnem slogu. Kijevsko-Pečerska lavra je samostanski kompleks, ki se je razvijal od 11. do 19. stoletja. Obsega cerkve, samostane in jame, kjer so bili pokopani svetniki. Bilo je pomembno središče vzhodne pravoslavne cerkve. Cerkev Odrešenika na Berestovem, ki meji na Lavro, je bila mestu dodana leta 2005. Leta 2023 je bilo mesto uvrščeno na seznam ogroženih zaradi ruske invazije leta 2022. |
| Staro mestno jedro Lvova                                                               | Old colourful town houses and a fountain with a statue in front | Lvovska oblast                                           | 1998       | 865bis; ii, v (kulturno)           | Mesto Lvov je bilo ustanovljeno v poznem srednjem veku in še vedno ohranja svojo srednjeveško topografijo. Mesto so oblikovali medsebojni vplivi različnih skupnosti, ki so tam živele skozi stoletja, vključno z različnimi krščanskimi skupinami, muslimani in Judi. Arhitektura mesta predstavlja fuzijo slogov iz vzhodne Evrope z vplivi, ki prihajajo iz Italije in Nemčije. Ohranjenih je več stavb iz obdobja renesanse in baroka. Leta 2023 je bilo območje uvrščeno na seznam ogroženih zaradi ruske invazije leta 2022. |
| Struvejev geodetski lok*                                                               | A marker on the top of a mound in the middle of a field         | Hmelnicka oblast, Odeška oblast                          | 2005       | 1187; ii, iii, vi (kulturno)       | Struvejev geodetski lok je niz triangulacijskih točk, ki se raztezajo na razdalji 2820 kilometrov od Hammerfesta na Norveškem do Črnega morja. Točke je postavil v raziskavi astronom Friedrich Georg Wilhelm von Struve, ki je prvi izvedel natančno meritev dolgega odseka poldnevnika, kar je pomagalo določiti velikost in obliko Zemlje. Prvotno je bilo 265 postajnih točk. Svetovna dediščina vključuje 34 točk v 10 državah (od severa proti jugu: Norveška, Švedska, Finska, Rusija, Estonija, Latvija, Litva, Belorusija, Moldavija, Ukrajina), od katerih so štiri v Ukrajini (na sliki oznaka mesta v Gvardijske, Hmelnicka oblast).                |
| Starodavni prvobitni bukovi gozdovi Karpatov in drugih delov Evrope*                   | Hills covered in forest                                         | Ivano-frankivska, Hmelnicka, Lvovska, Zakarpatska oblast | 2007       | 1133ter; ix (naravna)              | To območje obsega neokrnjene zmerne gozdove, ki predstavljajo postglacialni proces širjenja evropske bukve iz nekaj izoliranih območij zatočišč v Alpah, Karpatih, Dinaridih, Sredozemlju in Pirenejih. Območje je bilo prvotno uvrščeno leta 2007 kot bukovi pragozdovi v Karpatih, ki si jih delita Slovaška in Ukrajina, leta 2011 razširjeno na starodavne bukove gozdove Nemčije, leta 2017 in 2021 pa nadalje razširjeno na gozdove v skupno 18 državah. V Ukrajini je vključenih 13 gozdnih rezervatov (Sinevir na sliki). |
| Rezidenca metropolitov pravoslavne cerkve Bukovine in Dalmacije v Černivcih            | A building in red brick                                         | Črnoviška oblast                                         | 2011       | 1330; ii, iii, iv (kulturno)       | Rezidenca bukovinskega in dalmatinskega metropolita je bila zgrajena za vzhodnopravoslavnega metropolitanskega škofa v poznem 19. stoletju, ko je bila regija pod oblastjo Avstro-Ogrske. Zasnoval jo je češki arhitekt Josef Hlávka. Kompleks je zgrajen v historicističnem slogu in združuje značilnosti bizantinske, gotske in baročne arhitekture. Do druge svetovne vojne je služil kot škofova rezidenca. Leta 1955 je bila posest prenesena na Univerzo v Černivcih. |
| Antično mesto Tavrični Hersones in njegova Hora v Sevastopolu                          | Columns and ruins                                               | Sevastopol                                               | 2013       | 1411; ii, v (kulturno)             | Mesto Herson so ustanovili dorski Grki v 5. stoletju pred našim štetjem na obali Črnega morja. V naslednjih stoletjih je bilo mesto prizorišče interakcij grških, rimskih in bizantinskih skupnosti v črnomorski regiji. Končno je bilo opuščeno v 15. stoletju. Okolica mesta je bila pomembna zaradi proizvodnje vina, ostanki starodavnih vinogradov pa so dobro ohranjeni. |
| Lesene cerkve Karpatske regije na Poljskem in v Ukrajini*                              | Wooden church with three domes                                  | Ivano-Frankivska, Lvovska, Zakarpatska oblast            | 2013       | 1424; iii, iv (kulturno)           | Ta vpis obsega 16 lesenih cerkva v Karpatih, od tega jih je osem v Ukrajini. Cerkve so med 16. in 19. stoletjem zgradile skupnosti vzhodne pravoslavne in grškokatoliške vere. Oblike temeljijo na pravoslavnih cerkvenih tradicijah z lokalnimi vplivi. Imajo lesene zvonike, ikonostasne pregrade in notranjo barvno dekoracijo, pa tudi cerkvena dvorišča, vratarnice in pokopališča. Na sliki je cerkev Svete Trojice v Žovkvi. |
| Zgodovinsko središče Odese                                                             | Opera building in Odesa                                         | Odeška oblast                                            | 2023       | 1703; i, ii, iii, iv, v (kulturno) | Mesto Odesa se je v poznem 18. in 19. stoletju hitro razvilo kot pristaniško mesto. Večkulturno mesto je bilo dom Bolgarom, Grkom, Armencem, Judom, Italijanom, Moldavcem, Poljakom, Rusom, Romunom, Tatarom in Ukrajincem, katerih tradicije so se v enem stoletju zlile v eno samo družbeno-kulturno okolje. V Odesi so ohranjene številne stavbe in arhitekturni sklopi iz 19. stoletja, vključno s Primorskim bulvarjem, Potemkinovimi stopnicami ter opernim in baletnim gledališčem v Odesi (na sliki). Mesto je bilo zaradi ruske invazije leta 2022 takoj uvrščeno na seznam ogroženih.                                                                 |

## Poskusni seznam
Poleg območij na seznamu svetovne dediščine lahko države članice vodijo seznam začasnih območij, ki jih lahko upoštevajo pri nominaciji. Nominacije za seznam svetovne dediščine so sprejete le, če je bilo območje predhodno uvrščeno na poskusni seznam. Od leta 2023 ima Ukrajina na poskusnem seznamu 16 lokacij
| Naziv | Slika                                                       | Lokacija                                                            | Leto predloga | UNESCO kriterij           | Opis |
| --- | ----------------------------------------------------------- | ------------------------------------------------------------------- | ------------- | ------------------------- | --- |
| Zgodovinsko središče Černigova, 9.–13. stol.                                                                                              | A white church in orthodox style                            | Černigovska oblast                                                  | 1989          | i, ii, iv (kulturno)      | Ta nominacija vključuje zgodovinsko središče Černigova ali Černihiva, ki sega v obdobje med 9. in 13. stoletjem. V nominaciji sta omenjeni cerkev Preobraženja Gospodovega iz 11. stoletja in cerkev Borisa in Gliba iz 12. stoletja (na sliki). |
| Kulturna krajina kanjona v Kamjanec-Podilsku                                                                                              | Look at a castle with many towers from afar                 | Hmelnicka oblast                                                    | 1989          | i, ii, iv (kulturno)      | Ta nominacija vključuje grad (na sliki) in zgodovinsko središče mesta Kamjanec-Podilski, ki izvira iz obdobja med 11. in 18. stoletjem. |
| Grobnica Tarasa Ševčenka in državni zgodovinski in naravni muzej - rezervat                                                               | Old house, surrounded by trees                              | Čerkaška oblast                                                     | 1989          | (mešano)                  | V nominacijski dokumentaciji ni opisa |
| Državni stepski biosferni rezervat Askanija Nova                                                                                          | A herd of Przewalski's horses running                       | Hersonska oblast                                                    | 1989          | x (naravno)               | V nominacijski dokumentaciji ni opisa |
| Dendrološki park "Sofijivka" | A bridge over a stream in a park                            | Čerkaška oblast                                                     | 2000          | (mešano)                  | Angleški krajinski park je leta 1796 začel graditi Stanisław Szczęsny Potocki. Je reprezentativen primer krajinsko vrtnarske arhitekture na prelomu 18. stoletja in je dom več kot dva tisoč rastlinskih vrst. Od leta 1955 ga upravlja Nacionalna akademija znanosti Ukrajine. |
| Palača krimskih kanov Bahčisaraj | A view of the palace, with chimneys and minarets            | Avtonomna republika Krim                                            | 2003          | i, iii, v, vi (kulturno)  | Palača je bila zgrajena v prvi polovici 16. stoletja v lokalnem slogu. Približno 250 let je služil kot rezidenca krimskih kanov. Kompleks obsega dve mošeji, upravne stavbe, bivalne prostore kanov in njihovih družin, pa tudi pomožne zgradbe, notranja dvorišča in parke. |
| Arheološko najdišče "Kamnita grobnica" | A stone mound                                               | Zaporoška oblast                                                    | 2006          | iii, vi (kulturno)        | To arheološko najdišče obsega veliko gomilo, visoko do 12 metrov, sestavljeno iz posameznih blokov peščenjaka. Na kamnih je več petroglifov, nekateri iz obdobja neolitika, večina pa je nastala v bronasti dobi. Na tem območju so našli ostanke naselbin iz obdobja mezolitika in neolitika |
| Mikolajivski astronomski observatorij | Observatory main building                                   | Mikolajivska oblast                                                 | 2007          | ii, iv (kulturno)         | Observatorij v Mikolajivu je bil ustanovljen leta 1821 kot mornariški observatorij. Kompleks sestavljajo klasicistična glavna stavba, astronomski paviljoni iz začetka 20. stoletja in trije sodobni paviljoni, ki se uporabljajo za raziskave. |
| Kompleks spomenikov trdnjave Sudak iz 6.–16. stoletje                                                                                     | Fortress walls                                              | Avtonomna republika Krim                                            | 2007          | ii, iv, v (kulturno)      | Utrdbe v Sudaku ali Sugdeji so zgradili Bizantinci v zgodnjem srednjem veku in nato Genovežani, ki so zgradili večino obstoječih struktur v 14. in 15. stoletju. V 17. stoletju je pomen Sudaka upadel in leta 1958 je trdnjava postala muzej. |
| Astronomski observatoriji Ukrajine* |                                                             | Mikolajivska oblast, Kijev, Odeška oblast, Avtonomna republika Krim | 2008          | ii, iv, vi (kulturno)     | Ta transnacionalna nominacija združuje pomembne astronomske observatorije. V nominacijo so vključeni štirje ukrajinski observatoriji iz 19. in 20. stoletja: Mikolajivski observatorij, Astronomski observatorij Kijevske nacionalne univerze, Astronomski observatorij Odeške nacionalne univerze in Krimski astrofizikalni observatorij (na sliki). |
| Kijev: cerkev Svete Sofije s pripadajočimi samostanskimi stavbami, cerkvi sv. Cirila in sv. Andreja, Kijevsko-pečerska lavra (razširitev) | St. Andrew's church, a Baroque building on the top of a hil | Kijev                                                               | 2009          | i, ii, iii, iv (kulturno) | Ta nominacija obravnava dodatek dveh cerkva k obstoječemu območju svetovne dediščine v Kijevu. Samostan sv. Cirila je pomemben primer arhitekture Kijevske Rusije. Ustanovljen je bil v 12. stoletju. Notranjost cerkve je v veliki meri ohranjena, zunanjost pa je bila baročno prenovljena v 17. in 18. stoletju. Cerkev sv. Andreja (na sliki) je bila zgrajena sredi 18. stoletja po načrtih Francesca Bartolomea Rastrellija. Je redek primer elizabetinskega baroka v Ukrajini.                |
| Trgovske postojanke in utrdbe na genovskih trgovskih poteh. Od Sredozemlja do Črnega morja*                                               | Sudak fortress on the top of a hill                         | Avtonomna republika Krim                                            | 2010          | ii, iv (kulturno)         | Ta transnacionalna nominacija združuje nekaj najpomembnejših območij pomorskih in trgovskih naselij, razporejenih po Sredozemlju in Črnem morju, ki so bila del trgovskega omrežja Genovske republike med 11. in 15. stoletjem. V Ukrajini je nominirana trdnjava Sudak. |
| Kulturna krajina "jamskih mest" krimske Gotije                                                                                            | Ruins of Mangup                                             | Avtonomna republika Krim                                            | 2012          | iii, v, vi, vii (mešano)  | Ta nominacija zajema dve srednjeveški naselji Krimskih Gotov, Mangup in Eski Kermen, ter okolico z apnenčastimi formacijami in umetnimi jamami. Goti so območje naselili v 3. do 4. stoletju in se v 6. stoletju povezali z Bizantinskim cesarstvom. Mangup je bil njihova prestolnica. Kneževina Teodoro se je na tem območju oblikovala v 14. stoletju in so jo leta 1475 dokončno uničili Osmani.                                                                                                 |
| Zgodovinsko okolje prestolnice krimskih kanov v Bahčisaraju                                                                               | Cave in the ruins of the old city of Çufut Qale             | Avtonomna republika Krim                                            | 2012          | ii, iii, v, vi (kulturno) | Ta nominacija vključuje kanovo palačo in trdnjavo Chufut-Kale (na sliki ruševine) ter njuno okolico. Palača je bila zgrajena v prvi polovici 16. stoletja in je približno naslednjih 250 let služila kot rezidenca krimskih kanov. Območje okoli Čufut-Kale je bilo od 6. do 15. stoletja dom Alanov. V 14. stoletju je bil prva prestolnica Krimskih Tatarov. Med 17. in 19. stoletjem so krimski Karaiti postali največja etnična skupina v mestu. Iz tega obdobja je večina arheoloških ostankov. |
| Deržprom, stavba državne industrije | Derzhprom complex from above                                | Harkovska oblast                                                    | 2017          | iv (kulturno)             | Deržprom ali stavba državne industrije ob Trgu svobode v Harkovu. Zgrajena je bila v dvajsetih letih 20. stoletja in je največja stavba na svetu v konstruktivističnem slogu. Zasnovali so jo arhitekti S.S. Serafnnov, M.D. Feldher in S.M. Kravec. Deržprom je modernizem nekaj let postavil za glavni arhitekturni slog Sovjetske zveze. |
| Tyras - (Bilgorod-Dnistrovski) (Akkerman), na poti iz Črnega morja v Baltsko morje                                                        | Fortress at the waterfront                                  | Odeška oblast                                                       | 2019          | ii, iv, vi (kulturno)     | Grška kolonija Tyras je bila ustanovljena v 6. stoletju pred našim štetjem na bregovih Dnestrskega estuarija. Skozi stoletja je služil kot pomembno trgovsko pristanišče s potmi, ki so se povezovale s svilno potjo, Baltikom in Sredozemljem. Mesto, zdaj znano kot Bilgorod-Dnistrovski, so oblikovale številne skupnosti, ki so tam živele skozi stoletja. |